# Dan Marvin
Dan Marvin (ur. 13 sierpnia 1952 w Berkeley) – amerykański kierowca wyścigowy.

## Biografia
W 1976 roku zadebiutował w Formule Atlantic. Początkowo ścigał się Lolą, a następnie Marchem i Raltem. W 1981 roku zajął ósme miejsce w serii, a rok później szóste. W sezonie 1983 był trzeci w Północnoamerykańskiej Formule Mondial, a rok później wygrał Formułę Atlantic. W sezonie 1985 został wicemistrzem Formuły Atlantic. W 1988 roku zadebiutował w IMSA Camel Lights. Rywalizując Spicem SE91P, po odniesieniu sześciu zwycięstw został wicemistrzem tej serii w 1992 roku, a rok później zajął trzecie miejsce. Ponadto w trzykrotnie (1989, 1993, 1997) wystartował w wyścigu 24 Hours of Daytona. Po 1997 roku zakończył karierę.